# 罗赫达斯县
罗赫达斯县（Rohtas district）是印度比哈爾邦的一個縣，位於該國東北部，面積3,848平方公里，識字率為75.59%，2011年人口2,962,593，人口密度每平方公里770人。
24°57′00″N 84°00′36″E / 24.95000°N 84.01000°E